# 經濟一體化
經濟一體化（英語：Economic integration），又譯經濟整合，是指不同國家之間部分或完全取消關稅及非關稅限制，統一經濟政策。經濟統合是次優理論的一部分，理論上完全的自由貿易和自由競爭是理想的狀況。但由於該情況只存在於理想之中，因此經濟統合被認為是存在貿易壁壘的全球貿易中的次優選擇。經濟統合可促進物價降低，以提高富裕水準，並提高各地生產力。

## 阶段
优惠贸易区：在实行优惠贸易安排的成员间，通过协定或其他形式对全部商品或部分商品规定特别的关税优惠；（1932年英国与其殖民地/自治领之间建立的大英帝国特惠制，第二次世界大战后建立的“东南亚国家联盟”、“非洲木材组织”都属于此类。）
自由贸易区：区域内成员间免除所有关税及配额限制，而对区域外国家仍维持其个别关税、配额或其他限制；（如包括美国、加拿大、墨西哥的北美自由贸易区）
关税同盟：除撤销成员间的关税外，对外则采取共同关税；
共同市场：除具有关税同盟特性外，还包括建立成员间人员、劳务和资本自由流通所形成的无疆界区域，如加勒比共同体、1958年的欧洲共同市场；
经济共同体：除关税同盟外，还实现了金融、财政和经济政策的协调，缩小了成员间的政策差异；
完全经济一体化：成员的经济、金融、财政等政策完全统一，并设立超国家机构。欧洲共同体1988年提出的在1992年实现的“统一大市场”的目标，就是力图实现这一计划。
單一市場並無自明的法律定義，得從對相關條文對「內部市場」（internal market）或「共同市場」（common market）延伸而得。從條約的三方面內容可得：
1. 關於產品及產品生產要素的四項流通自由
2. 建立無扭曲的競爭市場系統
3. 對外建立一套共同的商業政策